# Giải bóng đá hạng nhì quốc gia Cộng hòa Síp 2012–13
Giải bóng đá hạng nhì quốc gia Cộng hòa Síp 2012–13 là mùa giải thứ 58 của bóng đá hạng nhì Cộng hòa Síp. Giải khởi tranh ngày 15 tháng 9 năm 2012 và kết thúc ngày 11 tháng 5 năm 2013. Đương kim vô địch là Doxa Katokopias. Aris Limassol và AEK Kouklia kết thúc với điểm số bằng nhau nhưng Aris Limassol giành chức vô địch vì họ có hiệu số bàn thắng tốt hơn AEK Kouklia.

## Thay đổi đội bóng từ mùa giải 2011–12
Các đội thăng hạng Giải bóng đá hạng nhất quốc gia Cộng hòa Síp 2012–13
- Doxa Katokopias
- Ayia Napa
- AEP Paphos

Các đội xuống hạng từ Giải bóng đá hạng nhất quốc gia Cộng hòa Síp 2011–12
- Aris Limassol
- Anagennisi Deryneia
- Ermis Aradippou

Các đội thăng hạng từ Giải bóng đá hạng ba quốc gia Cộng hòa Síp 2011–12
- Vô địch: AEK Kouklia
- Á quân: Nikos & Sokratis Erimis, AEZ Zakakiou

Các đội xuống hạng Giải bóng đá hạng ba quốc gia Cộng hòa Síp 2012–13
- APOP Kinyras
- Enosis Neon Parekklisia
- Atromitos Yeroskipou

## Bảng xếp hạng
| Vị thứ | Đội                     | St | T  | H | B  | BT | BB | HS  | Đ   | Ghi chú                                               |
| ------ | ----------------------- | -- | -- | - | -- | -- | -- | --- | --- | ----------------------------------------------------- |
| 1      | Aris Limassol           | 26 | 16 | 7 | 3  | 64 | 21 | +43 | 55  | Tham gia Bảng Thăng hạng                              |
| 2      | Ermis Aradippou         | 26 | 15 | 7 | 4  | 41 | 23 | +18 | 52  | Tham gia Bảng Thăng hạng                              |
| 3      | AEK Kouklia             | 26 | 16 | 2 | 8  | 55 | 28 | +27 | 50  | Tham gia Bảng Thăng hạng                              |
| 4      | Anagennisi Deryneia     | 26 | 12 | 7 | 7  | 28 | 23 | +5  | 43  | Tham gia Bảng Thăng hạng                              |
| 5      | APEP                    | 26 | 12 | 6 | 8  | 35 | 25 | +10 | 42  |                                                       |
| 6      | Nikos & Sokratis Erimis | 26 | 12 | 5 | 9  | 37 | 33 | +4  | 41  |                                                       |
| 7      | Omonia Aradippou        | 26 | 9  | 8 | 9  | 40 | 40 | 0   | 35  |                                                       |
| 8      | Othellos Athienou       | 26 | 9  | 7 | 10 | 28 | 35 | -7  | 34  |                                                       |
| 9      | PAEEK (R)               | 26 | 9  | 6 | 11 | 35 | 37 | -2  | 33  | Xuống hạng Cypriot Hạng B2                            |
| 10     | AEZ Zakakiou (R)        | 26 | 10 | 2 | 14 | 34 | 45 | -11 | 32  | Xuống hạng Cypriot Hạng B2                            |
| 11     | Onisilos Sotira (R)     | 26 | 8  | 8 | 10 | 21 | 32 | -11 | 291 | Xuống hạng Cypriot Hạng B2                            |
| 12     | Chalkanoras Idaliou (R) | 26 | 8  | 5 | 13 | 34 | 42 | -8  | 29  | Xuống hạng Cypriot Hạng B2                            |
| 13     | Akritas Chlorakas (R)   | 26 | 4  | 5 | 17 | 23 | 42 | -19 | 142 | Xuống hạng Giải bóng đá hạng ba quốc gia Cộng hòa Síp |
| 14     | Ethnikos Assia (R)      | 26 | 3  | 3 | 20 | 25 | 74 | -49 | 12  | Xuống hạng Giải bóng đá hạng ba quốc gia Cộng hòa Síp |

St = Số trận; T = Thắng; H = Hòa; B = Thua; BT = Bàn thắng; BB = Bàn thua; HS = Hiệu số; Đ = Điểm

1 Onisilos Sotira bắt đầu mùa giải với việc trừ 3 điểm vì không đáp ứng tiêu chuẩn tài chính.

2 Ngày 28 tháng 11 năm 2012, Akritas Chlorakas bị trừ 3 điểm vì không đáp ứng tiêu chuẩn tài chính.

Cập nhật gần đây nhất: 24 tháng 3 năm 2013

Nguồn: CFA Lưu trữ ngày 20 tháng 7 năm 2013 tại Wayback Machine

### Bảng Thăng hạng
| XH | Đội                                   | Tr | T  | H | T  | BT | BB | HS | Đ  | Lên hay xuống hạng                                       | Thành tích đối đầu                   |
| -- | ------------------------------------- | -- | -- | - | -- | -- | -- | -- | -- | -------------------------------------------------------- | ------------------------------------ |
| 1  | Bản mẫu:Fb team Aris Limassol (C) (P) | 32 | 19 | 8 | 5  |    |    |    | 65 | Lên chơi tạiGiải bóng đá hạng nhất quốc gia Cộng hòa Síp | ARIS: 6 Đ (HS: +3) AEK: 6 Đ (HS: -3) |
| 2  | Bản mẫu:Fb team AEK Kouklia (P)       | 32 | 21 | 2 | 9  |    |    |    | 65 | Lên chơi tạiGiải bóng đá hạng nhất quốc gia Cộng hòa Síp | ARIS: 6 Đ (HS: +3) AEK: 6 Đ (HS: -3) |
| 3  | Bản mẫu:Fb team Ermis Aradippou (P)   | 32 | 17 | 7 | 8  |    |    |    | 58 | Lên chơi tạiGiải bóng đá hạng nhất quốc gia Cộng hòa Síp |                                      |
| 4  | Bản mẫu:Fb team Anagennisi Dherynia   | 32 | 13 | 8 | 11 |    |    |    | 47 | Đủ điều kiện tham dựPlay-off Xuống hạng                  |                                      |

Cập nhật đến ngày 11 tháng 5 năm 2013
Nguồn: CFA
Quy tắc xếp hạng: 1. Điểm; 2. Hiệu số bàn thắng; 3. Số bàn thắng.
(VĐ) = Vô địch; (XH) = Xuống hạng; (LH) = Lên hạng; (O) = Thắng trận Play-off; (A) = Lọt vào vòng sau. 
Chỉ được áp dụng khi mùa giải chưa kết thúc: 
(Q) = Lọt vào vòng đấu cụ thể của giải đấu đã nêu; (TQ) = Giành vé dự giải đấu, nhưng chưa tới vòng đấu đã nêu.

#### Kết quả
| S.nhà ╲ S.khách | Bản mẫu:Fb team AEK Kouklia | Bản mẫu:Fb team Anagennisi Dherynia | Bản mẫu:Fb team Aris Limassol | Bản mẫu:Fb team Ermis Aradippou Bản mẫu:Fb r Đội |  |  |  | Bản mẫu:Fb r Đội |  |  |  | Bản mẫu:Fb r Đội |  |  |  | Bản mẫu:Fb r Đội |  |  |  |  |

Cập nhật lần cuối: ngày 11 tháng 5 năm 2013.
Nguồn: CFA
1 ^ Đội chủ nhà được liệt kê ở cột bên tay trái.
Màu sắc: Xanh = Chủ nhà thắng; Vàng = Hòa; Đỏ = Đội khách thắng.

## Thống kê mùa giải

### Cầu thủ ghi bàn
Bao gồm các trận đã diễn ra ngày 11 tháng 5 năm 2013; Nguồn: CFA Lưu trữ ngày 20 tháng 7 năm 2013 tại Wayback Machine
| Vị thứ | Cầu thủ                | Câu lạc bộ          | Số bàn thắng |
| ------ | ---------------------- | ------------------- | ------------ |
| 1      | Stamatis Pantos        | AEK Kouklia         | 16           |
| 2      | Giorgos Kavazis        | AEZ Zakakiou        | 13           |
| 2      | Wender                 | Aris Limassol       | 13           |
| 4      | Marco Tagbajumi        | APEP                | 12           |
| 4      | Ângelo                 | AEK Kouklia         | 12           |
| 6      | Demos Demosthenous     | Othellos Athienou   | 11           |
| 6      | Andreas Kyprianou      | Aris Limassol       | 11           |
| 8      | Wesllem                | Anagennisi Deryneia | 10           |
| 8      | Pedro Alves            | Aris Limassol       | 10           |
| 8      | Hardy Pinto            | Omonia Aradippou    | 10           |
| 8      | Panagiotis Linardos    | AEZ Zakakiou        | 10           |
| 8      | Constantinos Mintikkis | Omonia Aradippou    | 10           |